# 吉多·赫泽勒广场

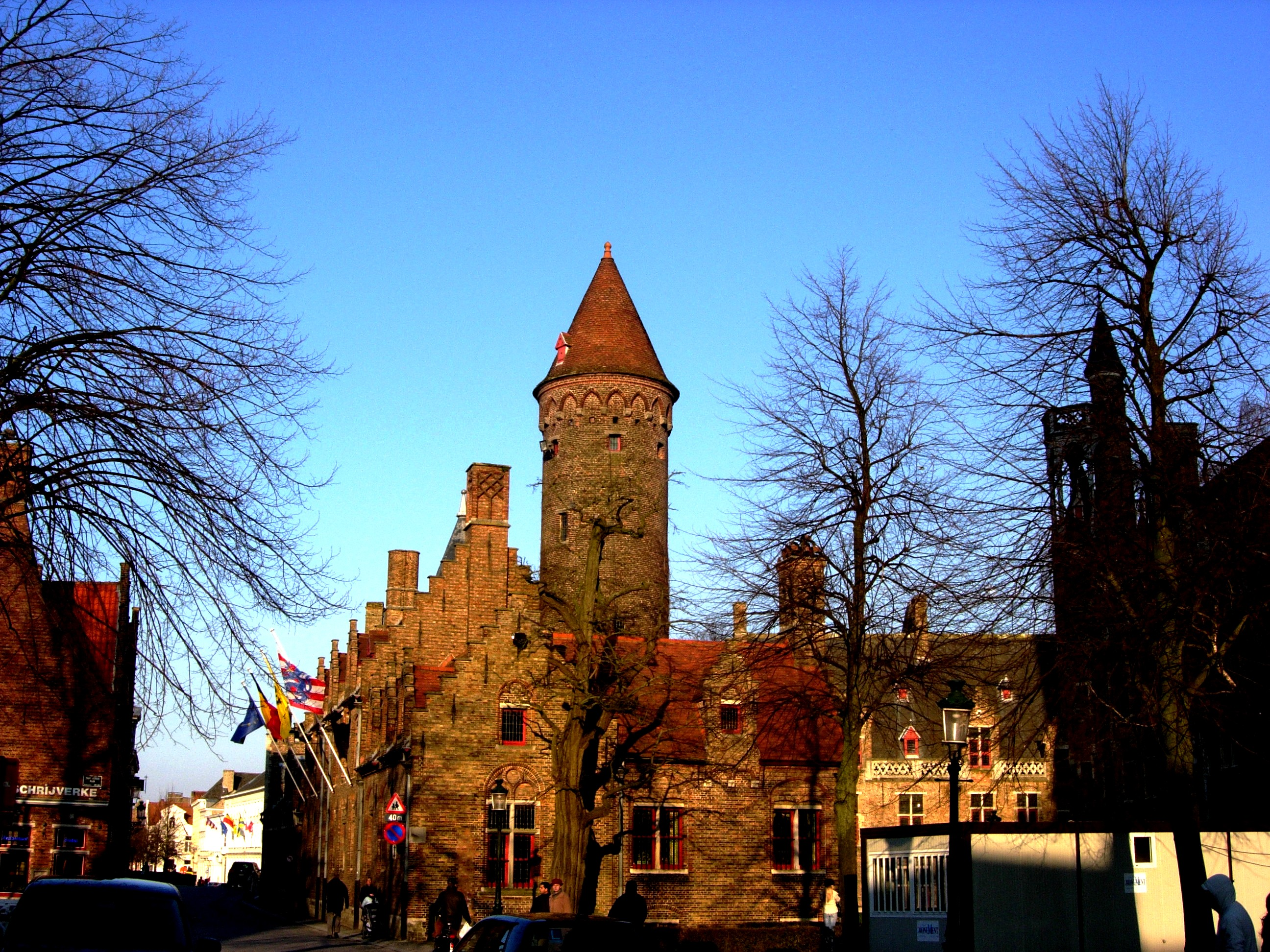

吉多·赫泽勒广场（Guido Gezelleplein）是比利时城市布鲁日市中心的一个广场。

## 历史
1906年，在布鲁日公墓举行吉多·赫泽勒的盛大葬礼后，决定在市中心竖立一座纪念碑。真人大小的铜像，由雕塑家朱尔斯·拉加创作，1930年纪念碑落成安放在广场上，比利时国王阿尔贝一世和王后伊丽莎白参与了仪式。1963年，市议会决定正式将广场改名为吉多·赫泽勒广场。